# Åsmund Kåresson

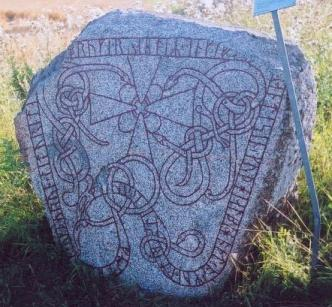
Inscripción rúnica U 859 firmada por Åsmund.

Åsmund Kåresson fue un vikingo de Uppland y Gästrikland, Suecia conocido como maestro grabador de runas (erilaz) y activo a principios del siglo XI.
A diferencia de otras regiones de Europa durante la Alta Edad Media, muchos escandinavos probablemente sabían leer y escribir, bien sobre hueso o madera. Halvdan es conocido por su trabajo en estilo Urnes Pr3. El estilo Urnes es la última fase de los estilos de zoomórfica decoración vikinga que se desarrolló durante la segunda parte del siglo XI y el comienzo del siglo XII. Åsmund fue activo principalmente en Uppland, veinte piedras rúnicas llevan su firma y otras treinta se le han atribuido basándose en el análisis de estilo.
La obra de Åsmund Kåresson se caracteriza por una ornamentación con firmeza y seguridad en la composición. Åsmund es el inventor del estilo clásico Uppland, con uno o dos animales (rundjur) siempre mostrando sus cabezas en perfil.
Una inscripción encontrada en la isla de Lidingö, catalogada en Rundata como U Fv1986;84, está firmada por Åsmund y dedicada a su abuelo llamado Steinn, donde aparecen también los hijos de Steinn: Sibbi, Geirbjôrn y Ulfr, pero se desconoce si alguno de los tres es padre de Åsmund. Además, en dos piedras rúnicas, U 956 en Vedyxa y Gs 11 en Järvsta, Åsmund añade su patronímico en el texto como osmuntr kara sun («Ásmundr hijo de Kári»).
Más de veinte inscripciones aparecen en la Rundata como obra de Åsmund: U 301 en Skånela, la hoy perdida U 346 en Frösunda, U 356 en Ängby, la hoy perdida U 368 en Helgåby, U 824 en Holm, U 847 en Västeråker, U 859 en Måsta, U 871 en Ölsta, U 884 en Ingla, U 932 en la Catedral de Upsala, U 956 en Vedyxa, U 969 en Bolsta, la hoy perdida U 986 en Kungsgården, U 998 en Skällerö, U 1142 en Åbyggeby, U 1144 en Tierp, U 1149 en Fleräng, U Fv1986;84 en Bo gård, U Fv1988;241 en Rosersberg, Gs 11 en Järvsta, Gs 12 en Lund, y Gs 13 en Söderby. 
Sobre otras inscripciones como U 859, U 986, U 969, U 998, U 1149 y Gs 13, Åsmund desplaza la runa Reith sobre un espacio para que su nombre se pronuncie osmunrt.

## Galería

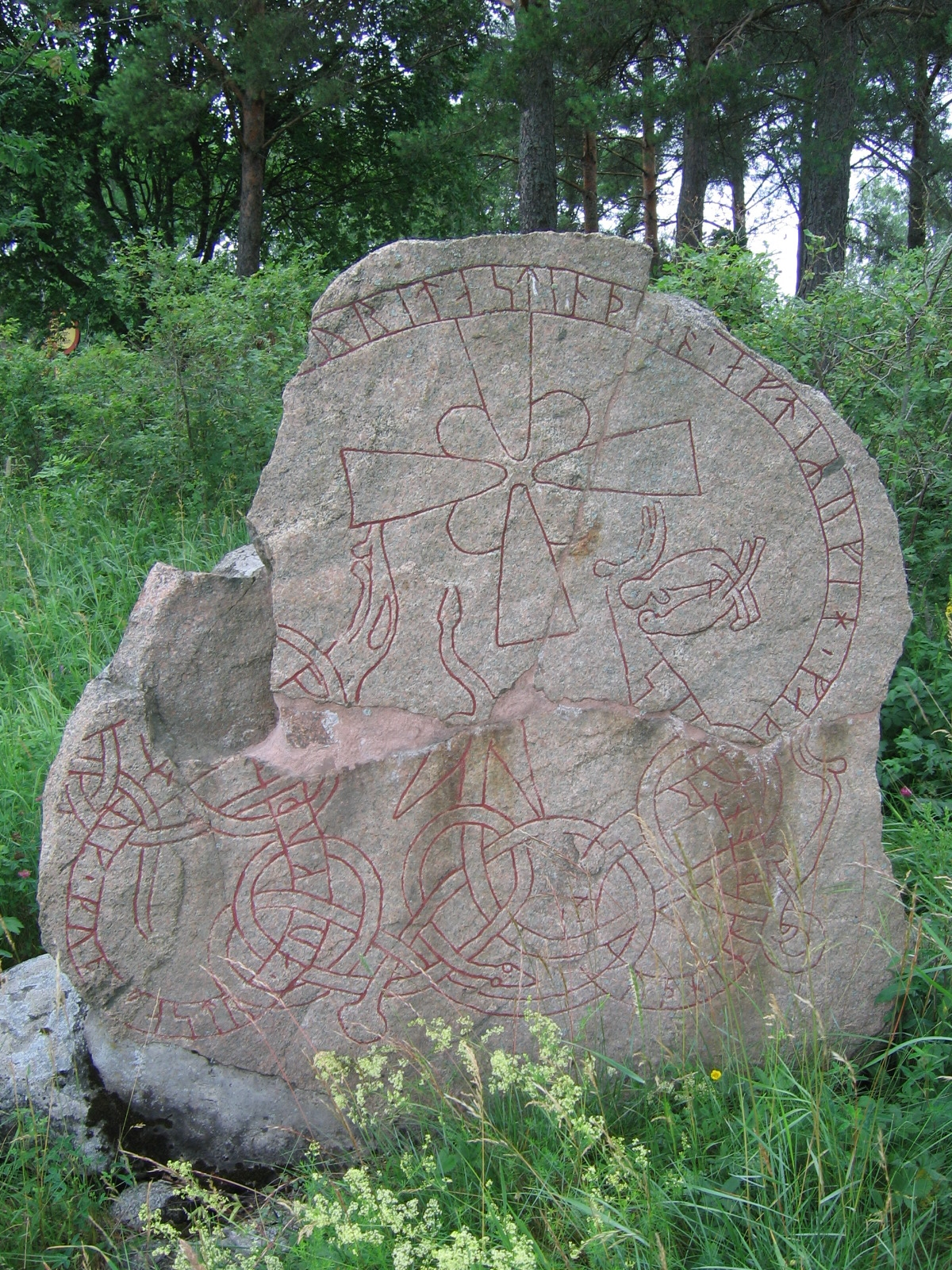
U 1043, piedra rúnica con un escensario de amor atribuido a Åsmund.
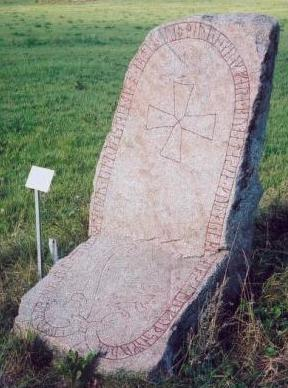
U 956, piedra en Vedyxa firmada por Åsmund.
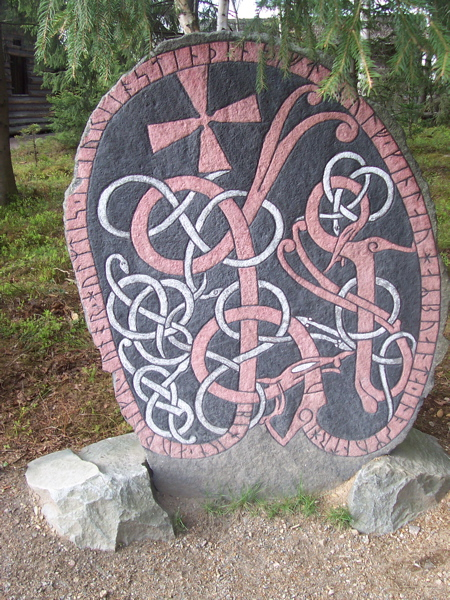
Piedra rúnica de Uppland U 871, en Skansen, firmada por Åsmund.
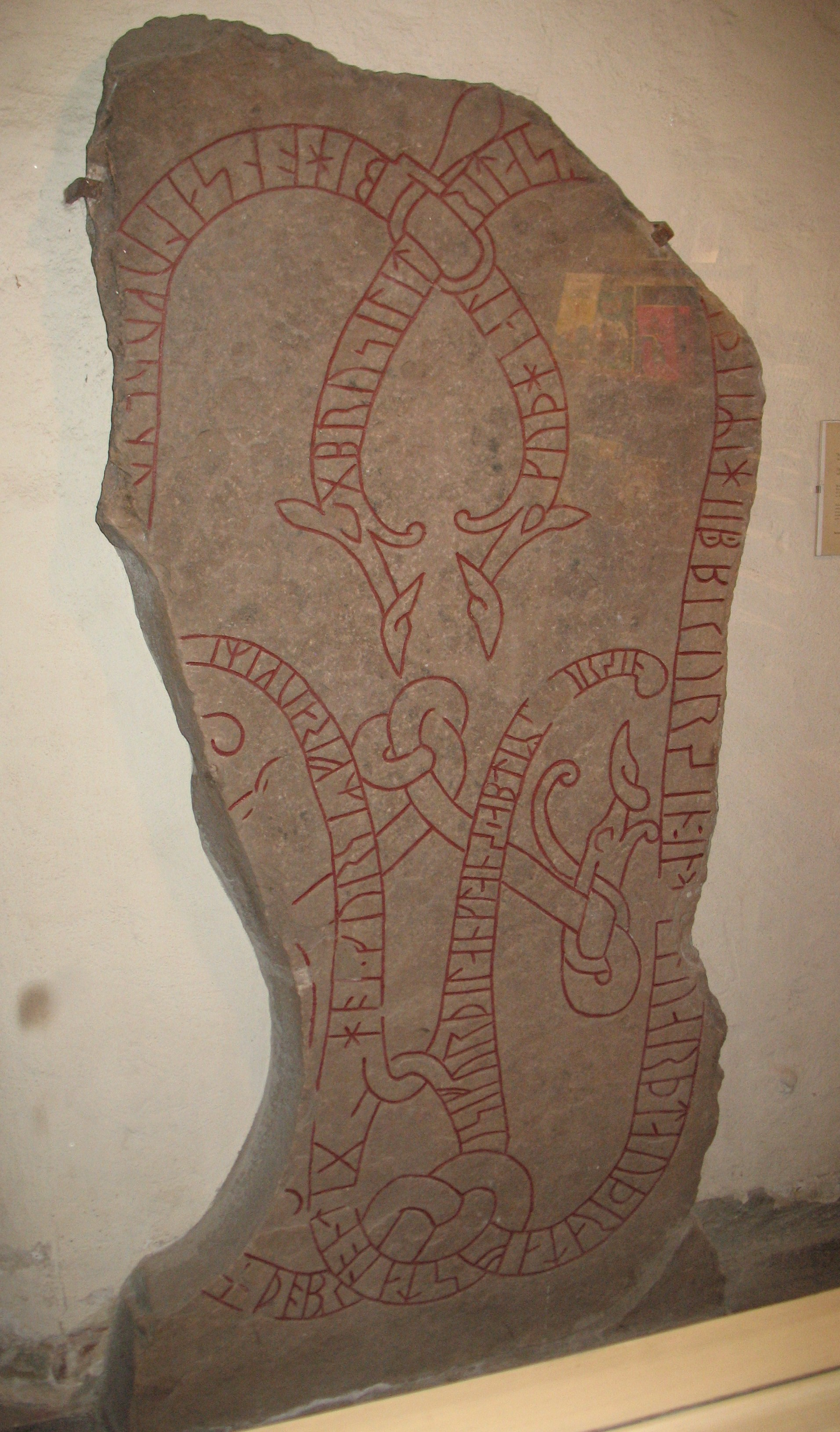
Gs 13, en Gävle, firmada por Åsmund.